# Alam Saleh
Alam Saleh (en persan : علم صالح), né en août 1975, est un politologue iranien et enseignant en études iraniennes à l'université nationale australienne. Il est membre de l'Académie de l'enseignement supérieur et est connu pour ses recherches sur la politique iranienne,,,.

## Ouvrages
- Ethnic Identity and the State in Iran, Palgrave Macmillan 2013